# 中华人民共和国自杀政治人物列表
中华人民共和国自杀政治人物列表，本表列出中华人民共和国因自杀而当场或稍后身亡的官员或政治人物，自杀未遂者不在本类收录范围内，收录的对象以曾经有事迹与作品而广泛知名、曾与某重大事件密切相关而广泛知名、死亡事件本身被广泛知名、被媒体广泛报导或史书有载为主，时间地点亦以中华人民共和国为主。

## 2020年代

### 2024年
- 俞建华, 中国海关总署党委书记，2024年12月10日因被纪委约谈，在办公室吞枪自尽，终年63岁。

### 2022年
- 翟卫华，襄垣县委书记，2022年11月1日下午5时左右因抑郁症坠楼自杀[1]。

### 2021年
- 胡钦，山东省济宁市任城区委副书记，1月6日8时49分许，被民众发现身亡，随后经过当地公安部门现场勘验、调查，已排除他杀，确定为意外坠楼身亡，随后济宁市公安局任城区分局通报了此事件。
- 李作璧，甘肃省白银市政协副主席，景泰县委书记，6月9日10时左右，在家中跳楼自尽。
- 张志俭，哈尔滨工程大学副校长、党委常委，6月17日9时34分许，张志俭不幸坠楼身亡。经公安部门现场勘验、调查，已排除他杀。
- 郭振萍，河南省信阳市潢川县政协主席，2021年11月13日19点10分左右于潢川县东方美好城一号院坠楼身亡，随后潢川县警方通报了此事。
- 丛志鸿，辽宁省朝阳市委政法委副书记职务，曾任辽宁省建平县副县长，兼县公安局党委书记，局长的职务，12月13日在其旧房子中坠楼身亡，朝阳市公安局随后展开现场勘验以及调查，排除他杀，并于14日通报了此坠楼事件。

### 2020年
- 陈奋健，中国铁道建筑集团有限公司党委书记、董事长，中国铁建股份有限公司党委书记、董事长，2020年8月17日晚，坠楼身亡。[2]
- 秦玉峰，胶州市民政局党组副书记、局长，主持胶州市民政局全面工作，分管内审中心，2020年7月16日，坠楼身亡。[3]
- 廖明国，湖北荆门市委常委、市委秘书长，2020年7月8日下午在荆门市老市委大院坠亡。[4]
- 钱丰，安徽省黄山市公安局党委原副书记、副局长钱丰，2020年6月27日上午在其黄山市区家中坠亡。[5]
- 程利民，安徽省政府原法制办巡视员、党组成员（正厅级），2020年4月14日上午，坠楼身亡。[6]

## 2010年代

### 2019年
- 朴相男，吉林省延吉市公安局局长，2019年8月16日从19层高楼纵身跳下当场身亡。
- 汪凤翔，安徽省合肥市公安局蜀山分局政委，2019年5月22日上午在黄山市的自驾车内服农药自杀。生前曾服抗抑郁症药物[7]。
- 余四清，张家界市公安局党委委员、政治部主任，2019年5月20日因病自杀。余四清曾用木工凿子打击身体多处身亡。据悉生前患有肾病，后又引发重金属中毒[7]。

### 2018年
- 黄卓，四川省什邡市财政局局长，2018年11月15日晚被发现缢亡于办公室。据官方公布的调查结果，黄卓患有严重胃病，长期受病痛折磨。
- 胡欣，《人民日報》旗下《新聞戰線》雜誌社原總編輯，2018年11月6日從報社36號樓19層跳樓自殺，終年66歲。
- 李志斌，内蒙古自治区公安厅副厅长、呼和浩特市副市长、呼和浩特市公安局局长，2018年11月1日自杀身亡。
- 周宗强，中国石油集团渤海钻探工程有限公司总经理，于2018年10月30日跳河自杀去世。
- 郑晓松，驻澳门特别行政区联络办公室主任，2018年10月20日晚在其澳门住所坠楼身亡。
- 冯忠宏，大庆市人民政府副市长，2018年4月19日22时许，在高新区祥阁花园坠楼身亡，目前已经排除他杀。
- 王晓明，北京市政府副秘书长（正局级），2018年5月21日中午12时许坠楼身亡，此前刚参加了一场会议。公安部门勘查、走访后排除刑事嫌疑，生前长期患有抑郁症。[8]
- 夏春广，北票市人大常委会主任，2018年11月19日溺水身亡。[9]

### 2017年
- 张纪勋，甘肃省兰州市国土资源局副局长，2017年3月初坠入黄河身亡。
- 刘鸿军，甘肃省兰州市城市管理综合行政执法局局长，2017年3月底，在办公场所坠楼身亡。[10]
- 俞敬东，甘肃省兰州市政协主席，2017年4月22日，兰州市深安黄河大桥投河，5月25日遗体被发现。[10]
- 周强，甘肃省发改委主任，2017年4月30日，跳入黄河，至今下落不明。[10]
- 张阳，中央军委委员、中央军委政治工作部主任，2017年11月23日，在住所自缢身亡。[11]

### 2016年
- 谭洪志，哈尔滨市交通运输局党组书记、局长，2016年，自杀。[12]
- 李晓东，广西南宁市高新区管委会主任，2016年1月3日，住所，坠楼。[13]
- 杨泽柱，长江证券股份有限公司董事长，2016年1月26日，住所，坠楼。[14]
- 陈应春，深圳市副市长，2016年3月22日，住所，坠楼。[15]
- 黄祥刚，湖南省娄底市政协副主席、市财政局副局长，2016年4月10日，住所，坠楼。[16]
- 高曙东，安徽省社会主义学院副院长，2016年4月10日，住所，坠楼。[17]
- 王树轩，辽宁朝阳市九届人大常委会原主任、党组书记，2016年5月7日在辖区内大凌河溺亡。[18]
- 刘小华，中共广东省委副秘书长，曾任中共湛江市委书记，2016年6月12日在住所自缢身亡。[19]
- 张锦贤，中共江苏省无锡市委副书记，2016年7月2日，住所，自缢。[20]
- 陈杰，解放军陆军第四十二集团军政委，2016年8月5日，服安眠药自杀[21]

### 2015年
- 蒋洪亮，中共江苏省无锡市委副书记，2015年3月31日，在宜兴市龙背山森林公园文峰塔坠亡。[22]
- 满铭安，安徽省合肥市政协副主席，2015年7月28日，在住所自缢身亡。[23]
- 刘利雄，中国冶金地质总局中南局副局长，2015年9月28日，办公场所，自缢。[24]
- 陈鸿桥，国信证券股份有限公司总裁，2015年10月23日，住所，自缢。[25]
- 林长树，福建省厦门市国土局原局长，2015年10月28日，厦门市思明区狐尾山公园内，自缢。[26]
- 赖敏华，澳门海关关长，2015年10月30日，凼仔海洋花园一公厕内，自缢。[27]
- 肖文荪，广西柳州市市长，2015年11月4日，柳江，溺亡。[28]

### 2014年
- 张晓农，黑龙江佳木斯安监局局长，2014年12月31日，住所，坠楼。[29]
- 桑金科，河南省人大内务司法委员会主任，2014年12月25日，住所，坠楼。[30]
- 王若东，山西吕梁城建局局长，2014年12月6日，住所，坠楼。[31]
- 马发祥，解放军海军副政委，2014年11月13日，坠楼。[32]
- 饶同珍，湖北省荆州市委组织部副部长，2014年11月12日，医院，自缢。[33]
- 徐安生，辽宁省高级人民法院副院长，2014年10月29日，宾馆，自缢。[34]
- 戚峰，洛阳市新安县磁涧镇政府督查办主任，2014年9月25日，办公场所，坠亡。[35]
- 娄学全，南京市六合区委原书记，2014年9月18日凌晨5时许，在家中自缢，后送至明基医院抢救无效死亡。
- 张彭慧，呼和浩特市政协原主席，2014年9月8日，办公场所，割腕。[36]
- 王四杰，甘肃靖远县委办公室主任，2014年8月27日，办公场所，坠楼。[37]
- 孙中成，枣庄市财政局副局长，2014年8月25日，办公场所，坠楼。[38]
- 谢东权，广东肇庆鼎湖区财政局长，2014年8月11日，办公场所，服毒。[39]
- 袁志刚，河南省新安县人大常委副主任，2014年8月5日，户外，驾车落入水库。[40]
- 赵纪来，杭州市经信委主任，2014年7月30日，办公场所，坠楼。[41]
- 王运清，湖北省国资委国有企业第三监事会主席，2014年7月25日，地点不明，坠楼。[42]
- 罗良品，广东省清远市财政局副局长，2014年7月10日，办公场所，自缢。[43]
- 李海华，孝感市人大常委会主任，2014年7月9日，办公场所，坠楼。[44]
- 李鄂平，广西浦北县水果局局长，2014年7月8日，住所，死因不明。[45]
- 张柏成，河南信阳市平桥区卫生局局长，2014年7月8日，办公场所，坠楼。[46]
- 钟俊斌，广东东源法院院长，2014年7月7日，卧轨。[47]
- 娄学全，南京市六合区委书记，2014年6月18日，住所，自缢。[48]
- 魏时光，山东商河人大常委会副主任，2014年6月17日，办公场所，死因不明。[49]
- 陈白峰，山东潍坊副市长，2014年6月5日，住所，自缢。[50]
- 周洪浪，浙江江山市新闻信息中心主任，2014年5月26日，办公场所，坠楼。[51]
- 贺卫星，湖南湘乡市广播电视台副台长，2014年5月6日，办公场所，自缢。[52]
- 宋斌，新华社安徽分社总编，2014年4月30日，办公场所，自缢。[53]
- 刘刚，安康市平利县西河镇经发办干部，2014年4月27日，住所，自缢。[54]
- 何高波，浙江奉化市倒塌楼所属街道建设管理办副主任，2014年4月9日，户外，自缢。[55]
- 徐业安，国家信访局副局长，2014年4月8日，办公场所，死因不明。[56]
- 周渝，重庆渝中区公安分局支队长，2014年4月4日，宾馆，死因不明。[57]
- 彭学之，长沙市就业局局长，2014年4月1日，地点不明，坠楼。[58]
- 李伍峰，国务院新闻办副主任，2014年3月24日，办公场所，坠楼。[59]
- 吴某中，广东博罗地税局副书记，2014年3月21日，住所，坠楼。[60]
- 彭文斌，湖南双峰县地方税务局第三分局局长，2014年2月24日，办公场所，自缢。[61]
- 白中仁，中国中铁总裁，2014年1月4日，住所，坠楼。[62]
- 陈兆才，安徽泗县人社局局长，2014年1月1日，办公场所，坠楼。[63]

### 2013年
- 旷晖，湖南株洲市档案局工会主席，2013年6月9日杀死局长沈柏兰后于办公场所，坠楼。[64]
- 张凯峰，内蒙古包头市农牧局局长，2013年5月2日，办公场所，坠楼。[65]
- 易国中，湖南株洲市林业局局长，2013年4月18日，火车站渌口站附近，卧轨。[66]
- 何胜利，陕西西安市公安局户政处副处长，2013年2月17日，办公场所，坠楼。[67]
- 柯建国，四川崇州市反贪局局长，2013年2月17日，办公场所，坠楼。[68]
- 王甫友，湖北随州市科技局局长，2013年1月14日，住所，坠楼。
- 张新生，河北邯郸市丛台区工商局朝阳分局副局长，2013年1月13日，办公场所，坠楼。[69]
- 张万雄，甘肃武威市凉州区人民法院副院长，2013年1月9日，办公场所，坠楼。
- 祁晓林，广东广州市公安局党委副书记、副局长，2013年1月8日，办公场所，自缢。
- 何海光，广西玉林市公安局副局长，2013年9月22日，民居，自缢。

### 2012年
- 戴国川，海南琼海市国土环境资源局副局长，2012年9月13日，办公场所，坠楼。
- 梅健敏，广东台山市安全生产监督管理局党组书记、局长，2012年8月15日，办公场所，坠楼。
- 张明显，河南商丘市烟草专卖局党组书记、局长、经理，2012年3月30日，办公场所，坠楼。
- 苏力，广东韶关市武江区区委书记、人大常委会主任，其前任邬学新于2010年同地点自杀，2012年2月17日，办公场所，坠楼。

### 2011年
- 卢永军，农业部乡镇企业局副局长，2011年11月10日，办公场所，坠楼。
- 叶锦茹，女，浙江绍兴市计划生育委员会主任，2011年10月6日，酒店，坠楼。
- 张广生，河南洛阳市公安局纪委书记，2011年4月28日，住所，坠楼。
- 蔡铁刚，山西运城市纪检委副书记、监察局长，2011年2月12日，办公场所，坠楼。

### 2010年
- 唐宏武，中国证监会市场监管部处长，2010年11月1日，住所，坠楼。
- 邬学新，广东韶关市武江区原区委书记，保留原职级待遇，2010年10月16日，办公场所，坠楼。
- 童兆洪，浙江高级人民法院党组成员、副院长，2010年9月21日，办公场所，自缢。
- 戴勇，江苏射阳县纪委执法监察室副主任，2010年8月27日，办公场所，坠楼。
- 王聪著，河北万全县县长，2010年8月25日，宿舍，自缢。
- 刘亚军，中国民用航空总局中南地区管理局局长、党委书记，2010年6月24日，撞火车。
- 张国胜，福建莆田市市委副书记、市长，福建省委委员，2010年4月8日，办公场所，坠楼。
- 甄励富，广东江门市政协副主席，2010年3月20日，住所附近，自缢。[70]
- 赵峥嵘，安徽蚌埠市人大代表工委科长，2010年3月20日，办公场所，坠楼。[71]
- 王志强，浙江温州国土资源局矿管科科长，接受纪委调查，2010年3月16日，办公场所，坠楼。[72]
- 李建荣，云南禄丰县水利局局长，2010年3月3日，办公场所，坠楼。[73]
- 刘先进，广东茂名市检察院检察长，2010年2月5日，位于湛江的住所，坠楼。[74]
- 冯芝琪，陕西勉县纪委副书记、县监察局局长，2010年1月18日，勉县医院，坠楼。[75]
- 刘云峰，河南邓州市建设局墙改办主任，2010年1月12日，纪委调查过程中受伤至医院治疗过程中，坠楼。[76]

## 2000年代

### 2009年
- 赵宪春，宁夏党委组织部副部长，2009年12月21日，北京开会居住的酒店，割腕。
- 沈雄伟，浙江嘉兴物价监督检查分局监察科科长，2009年12月15日，住所，坠楼。[77]
- 马兰芳，甘肃兰州市国税局人事教育处处副处长，2009年12月2日，办公场所，坠楼。[78]
- 乌小青，原重庆市高级人民法院法官进修学院院长、重庆市高级法院执行局原局长，涉嫌收受贿赂和巨额财产来源不明，于2009年6月9日被检察机关以涉嫌受贿罪立案侦查，2009年11月28日，看守所，自缢。
- 张喜武，原农业部草原监理中心原主任，因为经济问题接受调查，2009年4月15日，住所，携妻子一同自杀死因未见报道。
- 殷勇，安徽固镇县财政局局长，2009年2月18日，办公场所，坠楼。
- 沈忠良，江苏射阳县地税局局长，2009年2月8日，办公场所，自缢。

### 2007年
- 白山，河南宜阳县公安局局长，2007年8月3日，花果山国家森林公园，饮弹。[79]
- 周建明，四川绵阳市涪城区社保中心办公室主任，被双规，2009年4月19日，住所，坠楼。[80]
- 宋平顺，天津市政协主席，2007年6月4日，办公场所，服毒。

### 2006年
- 吕传军，湖北宜昌市夷陵区交通局副局长，2006年9月15日，郊外，饮弹。[81]
- 张舟，中国国际贸易促进委员会副会长，2006年7月6日，住所，自缢。
- 李福多，重庆市大足县人事局副局长，2006年1月22日，住所，切腹。[82]
- 史久武，浙江省发改委主任，2006年1月13日，办公场所，坠楼。[83]
- 赵俊文，河北唐山市国土资源局开平分局副局长，2006年1月3日，办公场所，坠楼。[84]

### 2005年
- 王伟，吉林吉林市副市长，2005年12月6日，住所，自缢。[85]
- 徐发，原黑龙江省检察院检察长，2004年10月被免职，2005年3月被双开，2005年8月13日，住所，坠楼。[86]
- 刘敏，安徽蚌埠市统计局局长，2005年2月18日，办公场所，坠楼。[87]
- 郑世厚，甘肃泾川县县长，2005年2月2日，崆峒水库，溺水。[88]
- 白虎林，河南新郑市市委副书记、市长，2005年1月27日，宿舍，自缢。[89]

### 2004年
- 罗祖健，湖南衡阳市衡东县教育局局长，2004年7月31日，县火车站附近，撞火车。[90]
- 王勇，江苏射阳县廉政办公室主任、纪委常委， 2004年7月30日，医院，坠楼。[91]
- 王大为，吉林高等级公路建设局局长，2003年全国五一劳动奖章获得者[92]，2004年7月29日，检察机关刑拘审讯期间，头部撞墙而亡。[93]
- 翁华铭，福建福鼎市质量技术监督局局长，2004年6月20日，办公场所，坠楼。[94]
- 李海，四川雅安市公安局局长，2004年2月22日，办公场所，坠楼。[95]

### 2003年
- 王建湄，浙江金华市金东区司法局副局长，2003年9月17日，办公场所，坠楼。[96]
- 谢应权，河南省政协经济委员会副主任、原河南省地方税务局书记兼局长，2003年9月13日，地税局办公场所，自缢。[97]
- 朱胜文，原黑龙江哈尔滨市副市长，受贿罪、巨额财产来源不明罪服刑，2003年12月29日，黑龙江省司法鉴定中心，坠楼。
- 余小平，江西上饶市市委书记、市长，2003年8月26日，住所，自缢。[98]

### 2000年
- 姬鹏飞，国务院原副总理、外交部原部长，2000年2月10日，在北京家中服安眠药自尽，终年91岁。

## 1990年代
- 王宝森，中共北京市委常委、北京市人民政府副市长，1995年4月4日，外出至怀柔，开枪自杀。
- 江青，1991年5月14日（77岁）在北京其保外就医的住处自缢身亡。

## 1970年代
- 于会泳，中华人民共和国文化部部长，免职后审查逮捕，1977年8月31日自杀身亡。
- 李震，中国人民解放军开国少将，中华人民共和国公安部部长，1973年10月20日自杀身亡。

## 1960年代
- 邓拓，《人民日报》总编辑，1966年5月17日自杀身亡。
- 田家英，曾任毛泽东秘书，1966年5月23日自缢身亡。
- 姚溱，中共中央宣传部副部长，被姚文元称为“阎王殿大判官”，被康生的秘书恐吓后于1966年7月23日自缢而死。
- 舒庆春，笔名老舍，政务院文教委员会委员、中国文联副主席，中国现代著名小说家、文学家、戏剧家，被北京女八中（现北京市鲁迅中学）红卫兵批斗，1966年8月24日深夜于太平湖畔跳湖自杀。
- 黄绍竑，1966年8月31日用剃刀自刎身亡，时任全国人大常委会委员、民革中央常委。
- 周小舟，曾任湖南省委书记，1966年12月26日服毒自杀。
- 李立三，1967年6月21日服毒身亡，时任中华全国总工会副主席。
- 陈昌浩，1967年7月30日服毒自杀，时任中共中央编译局副局长。
- 陈琏，林业部教育司副司长、全国妇联常委，1967年11月19日坠楼自杀。
- 张琴秋，纺织工业部副部长、全国妇联常委，1968年4月22日坠楼自杀。
- 阎红彦，解放军上将、云南省委第一书记，1969年1月7日服毒身亡。

## 1950年代
- 高岗，中央人民政府副主席，1954年8月17日服安眠药自杀身亡。